# Sabbath (serie)
Sabbath è un ciclo televisivo, composto da sei film, realizzato tra il 1989 e il 1990 in coproduzione tra i seguenti paesi: Italia, Francia, Spagna, Germania, Portogallo. Fu realizzato dalle aziende televisive Reteitalia, France 3, Rádio e Televisão de Portugal, Televisión Española, Société Française de Production in collaborazione con la BetaFilms.
Tra i registi coinvolti nella realizzazione troviamo nomi celebri: Imanol Uribe (Premio Goya per il miglior film nel 1995 con Días contados), Lamberto Bava (celebre per aver diretto e prodotto la serie fantasy Fantaghirò) e Pedro Olea (nominato al Premio Goya nel 1993 per Il maestro di scherma).

## Trama
Ciascun film del ciclo Sabbath è autoconclusivo; i titoli sono accomunati dal genere fantasy (che spazia dal fantastico all'horror) con la presenza di storie e tematiche provenienti dal folclore popolare europeo (e non solo), con storie di streghe, curati, demoni e maledizioni. Per la trama in dettaglio si vedano i singoli film.